# René Pawlowitz

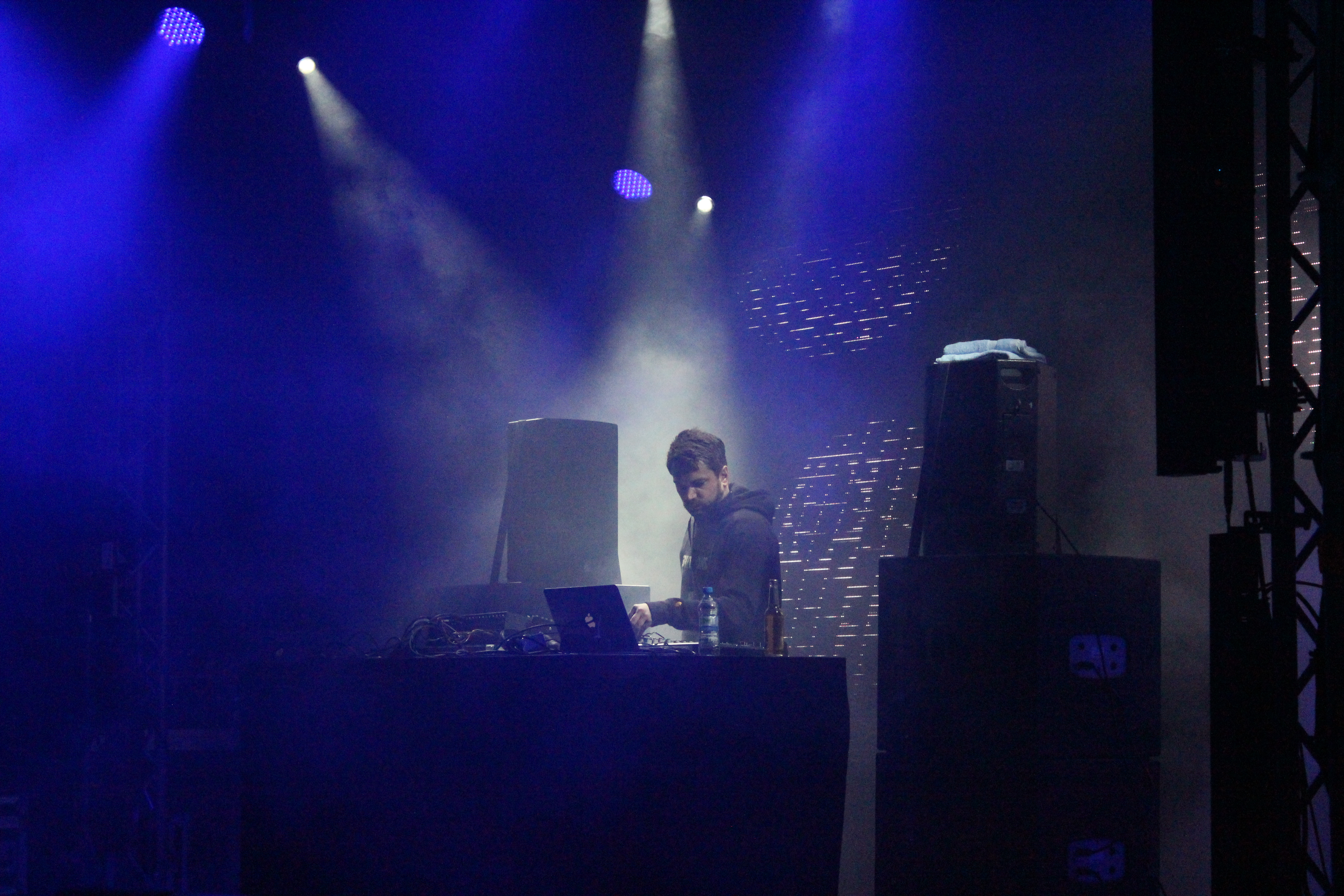
Shed live beim Melt 2012

René Pawlowitz (* 1975 in Frankfurt/Oder) ist ein deutscher Techno-Musiker und DJ. Bekannt wurde er vor allem durch seine Veröffentlichungen unter dem Pseudonym Shed. Pawlowitz veröffentlicht jedoch auch unter zahlreichen weiteren Pseudonymen.

## Leben
René Pawlowitz wurde 1975 in Frankfurt/Oder geboren, wuchs aber in Schwedt/Oder auf. Anfang der 1990er Jahre entdeckte er elektronische Musik. Über Rave, UK Hardcore und Gabber kam er schließlich zu Chicago House und Detroit Techno. Abgestoßen von der immer weiteren Kommerzialisierung der Technoszene kaufte er zwischen 1998 und 2002 keine Schallplatten mehr und begann um das Jahr 2000 mit der Produktion eigener Musik.
Pawlowitz zog 2002 nach Berlin. 2003 gründete er dort sein eigenes Musiklabel Soloaction Records, auf dem 2004 mit der Red Planet Express EP seine erste Platte unter dem Pseudonym Shed erschien. Es folgten weitere Veröffentlichungen auf Soloaction Records sowie auf dem Amsterdamer Label Delsin Records. Nebenbei arbeitete er zeitweilig im Plattenladen Hard Wax. Als DJ und Liveact trat Shed seitdem unter anderem regelmäßig im Berliner Berghain auf.
2008 erschien das Shed-Debütalbum Shedding The Past auf Ostgut Ton. Beim De:Bug Leserpoll 2008 belegte die Platte Platz 2 bei der Wahl zum Besten Album des Jahres. Zwei Jahre später folgte The Traveller, ebenfalls auf Ostgut Ton. Auch dieses Album wurde von den Lesern der De:Bug unter die besten Platten des Jahres gewählt, diesmal auf Platz 5. Neben den Veröffentlichungen als Shed erschienen zahlreiche EPs unter weiteren Pseudonymen wie EQD, STP, Wax, Head High, The Panamax Project, Sigg Gonzalez, War Easy Made, WK7 oder The Traveller.
Gemeinsam mit Modeselektor und Marcel Dettmann tritt Pawlowitz seit dem Jahr 2011 sporadisch unter dem Projektnamen A.T.O.L. auf.
Im Jahr 2012 erschien Sheds drittes Album The Killer auf dem Modeselektor-Label 50Weapons.

## Diskografie (Auswahl)

### Alben
- 2008: Shed – Shedding The Past (Ostgut Ton)
- 2010: Shed – The Traveller (Ostgut Ton)
- 2012: Shed – The Killer (50Weapons)
- 2017: Shed – The Final Experiment (Monkeytown Records)
- 2019: Shed – Oderbruch (Ostgut Ton)
- 2022: Shed – Towards East (KulturManufaktur)

### Singles & EPs
- 2004: Shed – Red Planet Express EP (Soloaction Records)
- 2004: Shed – Stronghold (Soloaction Records)
- 2004: Shed – Opulence (Soloaction Records)
- 2004: Shed – Egotism (Soloaction Records)
- 2004: Shed – Soloaction EP (Delsin)
- 2005: Shed – Citylicker EP (Soloaction Records)
- 2005: Shed – Looking Back EP (Soloaction Records)
- 2005: Shed / Don Williams – 1st Bouquet (Styrax Leaves)
- 2005: Shed / Don Williams / Sven Weisemann – 2nd Bouquet (Styrax Leaves)
- 2006: Shed – Handle With Care EP (Delsin)
- 2006: Shed – Remixes In Four Parts: Part 1 (Soloaction Records)
- 2006: Shed – Shot Selection (Soloaction Records)
- 2006:	Shed – Well Done My Son (Soloaction Records)
- 2006: Shed – Masque (Soloaction Records)
- 2007: Shed – Remixes In Four Parts: Part 2 (Soloaction Records)
- 2007: Shed – Remixes In Four Parts: Part 3 (Soloaction Records)
- 2007: Shed – These Kinky Dudes From Germany (Soloaction Records)
- 2007: EQD – Equalized #001 (Equalized)
- 2007: STP – The Fall EP (Subsolo Records)
- 2008: Shed / tobias. – Berghain 02 | Part I  (Ostgut Ton)
- 2008: EQD – Equalized #002 (Equalized)
- 2008: Wax – No. 10001 (Wax)
- 2009: EQD – Equalized #003 (Equalized)
- 2009: Shed – Remixes (Ostgut Ton)
- 2009: STP – The Fall Remixes (Subsolo Records)
- 2009: Wax – No. 20002 (Wax)
- 2009: Wax – Dub Shed Sessions I (Subsolo Records)
- 2010: EQD – Equalized #004 (Equalized)
- 2010: Head High – It's A Love Thing (Piano Invasion) (Power House)
- 2010: WK7 – The Avalanche (Power House)
- 2010: The Panamax Project – Maximum Height / Maximum Width (Subsolo Records)
- 2010: Wax – No. 30003 (Wax)
- 2011: EQD – Equalized #005 (Equalized)
- 2011: Wax – No. 40004 (Wax)
- 2012: Sigg Gonzalez – Music (H2 Recordings)
- 2012: The Traveller – A100 (Ostgut Ton)
- 2012: War Easy Made – The Internecine Truth [101 808] (War Easy Made)
- 2012: Wax – No. 50005 (Wax)
- 2012: WK7 / Head High – Do It Yourself (Original Mix) / Rave (Dirt Mix) (Power House)
- 2012: Shed – The Praetorian / RQ-170 (50Weapons)
- 2013: Evil Fred – Get On (H2 Recordings)
- 2013: Head High – Burning (Power House)
- 2013: Craft /	Seelow  – Seq Interrupt / Fatal Chord (The Final Experiment)
- 2013: Shed – The Dirt / Fluid 67 (50Weapons)
- 2014: Head High – Megatrap (Power House)
- 2015: Shed – Constant Power (The Final Experiment)
- 2015: Shed – Dark Planet (50Weapons)
- 2015: WK7 – Washer (Power House)
- 2015: Sigg Gonzalez – High Jackin (H2 Recordings)
- 2016: Seelow – TFE XX4 (The Final Experiment)
- 2017: WK7 – Rhythm 1 (Power House)
- 2018: Shed – No Repress But Warehouse Find EP (The Final Experiment)
- 2020: Shed – Tectonic EP (Tectonic Recordings)
- 2020: WK7 – Wait (Power House)
- 2021: Triple H – Related (The Final Experiment)
- 2023: Shed – The 030-Files (The Final Experiment)
- 2024: Shed – Applications (Ilian Tape)